# 12월 24일
12월 24일은 그레고리력으로 358번째(윤년일 경우 359번째) 날에 해당한다. 400년 동안 이 날은 월요일, 목요일, 토요일에 58번, 화요일과 수요일에 57번, 일요일과 금요일에는 56번 온다.

## 사건
- 502년 - 양 무제 소연(蕭衍)이 아들 소통을 왕세자로 정하다.
- 640년 - 교황 요한 4세 선출되다.
- 759년 - 당나라의 시인 두보가 배적(裴迪)의 초대를 받고 청두시로 출발하다.
- 1794년 - 청나라의 주문모 신부가 조선 최초 사제로 입국함.
- 1865년 - 퇴역한 남부 동맹 군인들이 백인 인종차별 단체인 쿠 클럭스 클랜을 결성하다.
- 1895년 - 조선의 노론 성리학자 의암 유인석이 강원도 춘천부에서 복수보형(復讐保形, 명성황후의 원수 보복 및 원래 조선 사회로의 복구)를 선포하고, 전국적인 의병 운동을 선포하다.
- 1949년 - 문경 양민학살 사건이 일어났다.
- 1950년 - 흥남 철수 작전이 끝났다.
- 1991년 - 러시아가 유엔에 가입하다.
- 2010년 - 남아프리카 공화국이 브릭스의 5번째 회원국으로 합류.

## 문화
- 1777년 - 세계에서 가장 오래된 환초 섬인 키리티마티섬이 제임스 쿡에 의해 발견되다.
- 1871년 - 베르디의 오페라 《아이다》가 초연됨
- 1906년 - 레지널드 페센든이 세계 최초로 무선으로 음성신호를 전송하여 라디오 방송을 하다.
- 2001년 - 경기도 용인시 수지읍을 수지출장소로 승격하다.
- 2007년 - 분당선 죽전역 개통.
- 2015년 - 중부고속도로 남이천 나들목 구간 개통

## 탄생
- 기원전 3년 - 로마 제국의 제6대 황제 갈바. (~69년)
- 1166년 - 잉글랜드의 왕 존. (~1216년)
- 1491년 - 스페인의 사제, 성인 이냐시오 데 로욜라. (~1556년)
- 1595년 - 조선 중기의 서예가 권대임. (~1645년)
- 1748년 - 조선 후기의 실학자 겸 문신 유득공. (~1807년)
- 1798년 - 폴란드의 시인, 작가 아담 미츠키에비치. (~1855년)
- 1818년 - 영국의 물리학자 제임스 프레스콧 줄. (~1889년)
- 1824년 - 독일의 작곡가 페터 코르넬리우스. (~1874년)
- 1845년 - 그리스의 국왕 요르요스 1세. (~1913년)
- 1858년 - 이치노세키 번의 제11대 번주 다무라 다카아키. (~1922년)
- 1879년 - 덴마크의 왕비 알렉산드리네 추 메클렌부르크슈베린 대공녀. (~1952년)
- 1886년 - 미국의 헝가리 태생 영화감독 마이클 커티즈. (~1962년)
- 1888년 - 일제 강점기의 국어학자 이윤재. (~1943년)
- 1910년 - 미국의 작가 프리츠 라이버. (~1992년)
- 1917년 - 북한의 정치인 김정숙. (~1949년)
- 1918년 - 미국의 음악가 데이브 바솔로뮤. (~2019년)
- 1919년 - 프랑스의 추상화자 피에르 술라주. (~2022년)
- 1920년 - 대한민국의 독립운동가 나금주. (~1998년)
- 1922년 - 미국의 배우 에바 가드너. (~1990년)
- 1924년 - 인도의 음악가 모하메드 라피. (~1980년)
- 1926년 - 스페인의 사회학자 후안 호세 린츠. (~2013년)
- 1929년 - 대한민국의 미술가 김창열. (~2021년)
- 1930년
  - 대한민국의 공직자 안응모. (~2024년)
  - 스페인의 축구 선수 아르세니오 이글레시아스. (~2023년)
- 1934년 - 크로아티아의 정치인 스테판 메시치.
- 1935년 - 오스트레일리아의 영화배우 토미 다이사트. (~2022년)
- 1940년 - 미국의 의사, 병리학자 앤서니 파우치.
- 1941년 - 대한민국의 영화감독 이두용. (~2024년)
- 1943년 - 핀란드의 정치인 타르야 할로넨.
- 1944년 - 프랑스의 피아노 연주자 겸 작곡가 미셸 로랑.
- 1945년 - 대한민국의 배우 박상조.
- 1946년 - 중국의 전산학자 앤드루 야오.
- 1947년 - 스웨덴의 축구 선수 미겔 앙헬 곤살레스 수아레스. (~2024년)
- 1949년 - 루마니아의 영화배우 미르체아 디아코누. (~2024년)
- 1951년 - 대한민국의 기업인 구본준.
- 1954년 - 대한민국의 정치인 정동일. (~2023년)
- 1955년
  - 미국의 영화배우 클래런스 길리어드. (~2022년)
  - 일본의 참의원, 변호사 후쿠시마 미즈호.
- 1956년
  - 대한민국의 교육인 겸 저술가 심화진.
  - 대한민국의 정치인 유기상.
- 1957년
  - 대한민국의 정치인 오세봉. (~2024년)
  - 아프가니스탄의 대통령 하미드 카르자이.
- 1959년
  - 대한민국의 배우 선우은숙.
  - 대한민국의 가수 조하문.
- 1961년 - 아제르바이잔의 대통령 일함 알리예프.
- 1962년 - 미국의 패션 디자이너 케이트 스페이드. (~2018년)
- 1963년 - 대한민국의 희극인 조금산. (~2017년)
- 1965년 - 대한민국의 전 국회의원 이장우.
- 1966년 - 대한민국의 배우 이문식.
- 1967년 - 대한민국의 작곡가 최준명.
- 1968년
  - 대한민국의 배우 최진실. (~2008년)
  - 대한민국의 배우 옥소리.
  - 대한민국의 가수 김지연.
- 1970년
  - 대한민국의 배우 김학선.
  - 미국의 성우 키스 실버스틴.
- 1971년 - 푸에르토리코의 가수, 배우 리키 마틴.
- 1972년 - 대한민국의 전 야구 선수 도명진.
- 1973년 - 오스트레일리아의 배우 맷 패스모어.
- 1974년
  - 칠레의 전 축구 선수 마르셀로 살라스.
  - 미국의 텔레비전 및 라디오 진행자 라이언 시크레스트.
- 1975년
  - 대한민국의 가수 유리 (쿨).
  - 일본의 정치인 미치시타 다이키.
- 1976년
  - 대한민국의 배우 이주원.
  - 쿠바의 태권도 선수 앙헬 마토스.
- 1977년 - 대한민국의 전 가수 정현전.
- 1978년 - 대한민국의 배우 허정도.
- 1979년
  - 대한민국의 성우 김연아.
  - 중화인민공화국의 피겨스케이팅 선수 핑창.
- 1980년 - 대한민국의 가수 김종완.
- 1981년 - 러시아의 팝 아티스트 디마 빌란.
- 1982년
  - 일본의 가수, 배우 아이바 마사키 (아라시).
  - 일본의 성우 카키하라 테츠야.
  - 대한민국의 전 야구 선수 정상호.
  - 대한민국의 전 배우 주한울.
- 1983년 - 대한민국의 가수 노민혁 (클릭비).
- 1984년
  - 대한민국의 전직 스타크래프트 프로게이머 박태민.
  - 대한민국의 희극인 박지선. (~2020년)
- 1985년 - 대한민국의 기상 캐스터 최영아.
- 1986년
  - 대한민국의 배우 나철. (~2023년)
  - 대한민국의 배우 조현철.
  - 일본의 배우 이시하라 사토미.
  - 대한민국의 배우 최희서.
  - 대한민국의 축구 선수 이용.
- 1987년 - 대한민국의 가수 하지현.
- 1988년
  - 대한민국의 가수 김재경 (레인보우).
  - 대한민국의 가수 윤수현.
  - 대한민국의 배우 박진주.
  - 그리스의 축구 선수 스테파노스 아타나시아디스.
  - 일본의 전 축구 선수 도이 고헤이.
- 1989년 - 중국의 바둑 기사 왕하오양.
- 1990년 - 대한민국의 연극배우 강이슬.
- 1991년
  - 영국의 가수 루이 톰린슨.
  - 대한민국의 성악가 강동훈.
- 1992년
  - 일본의 성우 노구치 유리.
  - 코트디부아르의 축구 선수 세르주 오리에.
- 1993년
  - 일본의 축구 선수 구보 유야.
  - 일본의 배우, 가수 니시우치 마리야.
  - 대한민국의 배우, 모델 배다빈.
  - 대한민국의 배우 새봄.
  - 대한민국의 카누 선수 조광희.
- 1994년
  - 대한민국의 야구 선수 박한결.
  - 대한민국의 가수 한승우 (빅톤, X1).
  - 대한민국의 가수 이션 (온앤오프).
  - 대한민국의 치어리더 김도아.
  - 대한민국의 성우 김동현.
- 1996년 - 일본의 배우, 가수 모모노기 카나.
- 1997년
  - 대한민국의 가수 미스피츠.
  - 체코의 양궁 선수 마리에 호라치코바.
  - 인도의 육상 선수 니라지 초프라.
- 1998년
  - 대한민국의 리그 오브 레전드 프로게이머 리헨즈.
  - 일본의 배우 츠나 케이토.
  - 대한민국의 축구 선수 최예슬.
  - 아르헨티나의 축구 선수 알렉시스 마크 알리스테르.
- 1999년
  - 대한민국의 치어리더 진수화.
  - 훈이 유튜버 - TRUZ 캐릭터 칠리 (CHILLI)
- 2002년
  - 대한민국의 리그 오브 레전드 프로게이머 오너.
  - 해달선 유튜버 - TRUZ 캐릭터 예디(YE-DEE)
- 2004년 - 대한민국의 축구 선수 김지수.
- 2005년 - 대한민국의 배우 김도엽.
- 2012년 - 대한민국의 아역 배우 이아라.

### 미상
- 일본의 가수 카노.
- 대한민국의 가수 라라.
- 대한민국의 가수 한정인.

## 사망
- 820년 - 비잔티움 제국의 황제 레온 5세. (775년~)
- 1524년 - 포르투갈의 탐험가, 항해가 바스쿠 다 가마. (1460년~)
- 1863년 - 영국의 소설가 윌리엄 메이크피스 새커리. (1811년~)
- 1934년 - 대한민국의 시인 김소월. (1902년~)
- 1957년 - 일본의 사상가 오카와 슈메이. (1886년~)
- 1980년 - 독일의 군인 카를 되니츠. (1891년~)
- 1988년 - 대한민국의 독립운동가 겸 외교관 안진생. (1916년~)
- 1997년 - 일본의 배우 미후네 토시로. (1920년~)
- 2000년 - 대한민국의 시인, 교육자 서정주. (1915년~)
- 2008년 - 영국의 극작가 해럴드 핀터. (1930년~)
- 2016년 - 영국의 가수 릭 파핏. (1948년~)
- 2018년
  - 대한민국의 법조인 조규광. (1926년~)
  - 슬로바키아의 축구 선수 요제프 아다메츠. (1942년~)
- 2019년 - 대한민국의 행정학자 김광웅. (1940년~)
- 2020년 - 대한민국의 지방의회의원 김영석. (1984년~)
- 2022년
  - 대한민국의 모델 예학영. (1983년~)
  - 이탈리아의 정치인 프랑코 프라티니. (1957년~)
- 2023년 - 미국의 영화배우 카마 드 로스 리예스. (1967년~)
- 2024년 - 수라남의 제8대 대통령 데시 바우테르서. (1945년~)

## 기념일
- 크리스마스 이브

## 같이 보기
- 전날: 12월 23일 다음날: 12월 25일 - 전달: 11월 24일 다음달: 1월 24일
- 음력: 12월 24일
- 모두 보기